# Csecsebecsék
A Csecsebecsék egy amerikai televíziós tinidráma sorozat, melyet Kirsten Smith hasonló című regénye alapján készítettek. A sorozatot Smith, Amy Andelson és Emily Meyer készítette. A Netflixen 2019. június 14-én jelent meg. 2019 júliusában a sorozatot meghosszabbították egy második, egyben utolsó évaddal, ami 2020. augusztus 25-én debütált.

## Szereplők

### Főszereplők
| Színész            | Karakter       | Magyar szinkronhang |
| ------------------ | -------------- | ------------------- |
| Brianna Hildebrand | Elodie Davis   | Kovács Panka        |
| Kiana Madeira      | Moe Truax      | Dobó Enikő          |
| Quintessa Swindell | Tabitha Foster | Tamási Nikolett     |
| Brandon Butler     | Brady Finch    | Fehér Tibor         |
| Odiseas Georgiadis | Noah Simos     | Timon Barnabás      |
| Larry Sullivan     | Doug Davis     | Dolmány Attila      |
| Dana Green         | Jenna          | Götz Anna           |

### Mellékszereplők
| Színész              | Karakter     | Magyar szinkronhang |
| -------------------- | ------------ | ------------------- |
| Henry Zaga           | Luca Novak   | Ágoston Péter       |
| Parker Hall          | Spencer      | Sándor Barnabás     |
| Jessica Lynn Skinner | Kayla Landis | Csuha Bori          |
| October Moore        | Vicky Truax  | Szórádi Erika       |
| Katrina Cunningham   | Sabine       |                     |
| Linden Ashby         | Whit Foster  | Czvetkó Sándor      |
| Joy Bryant           | Lori Foster  | Ruttkay Laura       |

### Vendégszereplők
| Színész              | Karakter     | Magyar szinkronhang |
| -------------------- | ------------ | ------------------- |
| Larisa Oleynik       | Shawn        | Haumann Petra       |
| Emmett Pearson-Brown | Jake Dunford | Járai Máté          |

### Magyar változat
- Magyar szöveg: Vajda Evelin
- Hangmérnök: Tóth Imre
- Vágó: Pilipár Éva
- Gyártásvezető: Vigvári Ágnes
- Szinkronrendező: Nikas Dániel

A magyar változat a Direct Dub Studios műtermében készült.

## Epizódok
| Évad | Évad | Epizódok | Eredeti sugárzás    | Magyar sugárzás     | Adó |
| ---- | ---- | -------- | ------------------- | ------------------- | --- |
|      | 1    | 10       | 2019. június 14.    | 2019. június 14.    |     |
|      | 2    | 10       | 2020. augusztus 25. | 2020. augusztus 25. |     |

### 1. évad (2019)
| Sor. | Év. | Cím                                               | Rendező           | Író                                               | Premier                           |
| ---- | --- | ------------------------------------------------- | ----------------- | ------------------------------------------------- | --------------------------------- |
| 1.   | 1.  | Tükörarcok (Mirror Faces)                         | Sara St. Onge     | Amy Andelson és Emily Meyer                       | 2019. június 14. 2019. június 14. |
| 2.   | 2.  | Papírtigris (Paper Tiger)                         | Sara St. Onge     | Linda Gase                                        | 2019. június 14. 2019. június 14. |
| 3.   | 3.  | P*ncipalota (P*ssy Palace)                        | Clare Kilner      | Jess Meyer                                        | 2019. június 14. 2019. június 14. |
| 4.   | 4.  | K***a boldog szülinapot! (Happy F**king Birthday) | Clare Kilner      | Amy Andelson és Emily Meyer                       | 2019. június 14. 2019. június 14. |
| 5.   | 5.  | A nagy hiba (Big Mistake)                         | Sherwin Shilati   | Matt Shire                                        | 2019. június 14. 2019. június 14. |
| 6.   | 6.  | Visszapillantó tükör (Rearview Mirror)            | Sherwin Shilati   | Stephanie Coggins                                 | 2019. június 14. 2019. június 14. |
| 7.   | 7.  | Igazságszérum (Truth Serum)                       | Hannah Macpherson | Jess Meyer és Kirsten "Kiwi" Smith                | 2019. június 14. 2019. június 14. |
| 8.   | 8.  | A hétfő a szerelemé (Monday I'm in Love)          | Hannah Macpherson | Amy Andelson és Emily Meyer                       | 2019. június 14. 2019. június 14. |
| 9.   | 9.  | Éjszakai vásár (Night Market)                     | Sara St. Onge     | Linda Gase                                        | 2019. június 14. 2019. június 14. |
| 10.  | 10. | A nagy szökés (The Great Escape)                  | Sara St. Onge     | Amy Andelson, Emily Meyer és Kirsten "Kiwi" Smith | 2019. június 14. 2019. június 14. |

### 2. évad (2020)
| Sor. | Év. | Cím                                                              | Rendező          | Író                                               | Premier                                 |
| ---- | --- | ---------------------------------------------------------------- | ---------------- | ------------------------------------------------- | --------------------------------------- |
| 11.  | 1.  | Supernova (Supernova)                                            | John Fortenberr  | Amy Andelson, Emily Meyer és Kirsten "Kiwi" Smith | 2020. augusztus 25. 2020. augusztus 25. |
| 12.  | 2.  | Az utolsó szabad este (Last Night of Freedom)                    | John Fortenberry | Sarah Goldfinger                                  | 2020. augusztus 25. 2020. augusztus 25. |
| 13.  | 3.  | Megszakadt kapcsolat (Disconnected)                              | Sherwin Shilati  | Alex Blagg                                        | 2020. augusztus 25. 2020. augusztus 25. |
| 14.  | 4.  | A kísérteteknek is jár a szórakozás (Ghouls Just Wanna Have Fun) | Sherwin Shilati  | Emily Ryan Lerner                                 | 2020. augusztus 25. 2020. augusztus 25. |
| 15.  | 5.  | Folyamatban (Works In Progress)                                  | Ayoka Chenzira   | Baindu Saidu és Courtney Perdue                   | 2020. augusztus 25. 2020. augusztus 25. |
| 16.  | 6.  | A nagy rablás (Ocean's 11th Grade)                               | Ayoka Chenzira   | Emma Fletcher                                     | 2020. augusztus 25. 2020. augusztus 25. |
| 17.  | 7.  | Tavaly veled ugyanitt (Same Time Last Year)                      | Megan Griffiths  | Crystal Ferreiro                                  | 2020. augusztus 25. 2020. augusztus 25. |
| 18.  | 8.  | Fekete péntek (Black Friday)                                     | Megan Griffiths  | Emily Ryan Lerner és Kirsten "Kiwi" Smith         | 2020. augusztus 25. 2020. augusztus 25. |
| 19.  | 9.  | Mondj valamit! (Aren't You Gonna Say Something)                  | Sara St. Onge    | Alex Blagg                                        | 2020. augusztus 25. 2020. augusztus 25. |
| 20.  | 10. | Összetartozunk (We Belong)                                       | Sara St. Onge    | Amy Andelson és Emily Meyer                       | 2020. augusztus 25. 2020. augusztus 25. |